# Герлахов
Герлахов (словац. Gerlachov) — село в Словаччині, Попрадському окрузі Пряшівського краю. 

## Розташування
Розташоване в північній Словаччині в Попрадській улоговині на південних схилах Високих Татр.

## Історія
Вперше згадується у 1326 році.
В селі є ранньоготичний римо-католицький костел з половини XIII століття та протестантський костел.
В середині XVIII ст. частина русинського населення Герлахова переселилась у Воєводину.

## Населення
| Рік:            | 1994. | 2004.    | 2014.   | 2024.   |
| --------------- | ----- | -------- | ------- | ------- |
| Кількість осіб: | 704   | 796      | 830     | 864     |
| Різниця:        |       | +13,06 % | +4,27 % | +4,09 % |

| Рік:            | 2023. | 2024.   |
| --------------- | ----- | ------- |
| Кількість осіб: | 867   | 864     |
| Різниця:        |       | -0,34 % |

В селі проживає 806 осіб.
Національний склад населення (за даними останнього перепису населення — 2001 року):
- словаки — 95,65 %,
- цигани — 2,82 %,
- чехи — 0,77 %,
- русини — 0,26 %,
- українці — 0,13 %,

Склад населення за приналежністю до релігії станом на 2001 рік:
- римо-католики — 42,77 %,
- протестанти — 40,85 %,
- греко-католики — 0,38 %,
- православні — 0,26 %,
- не вважають себе віруючими або не належать до жодної вищезгаданої церкви — 7,68 %.